# Мадалена (Азори)
Мадале́на (порт. Madalena; МФА: [mɐ.dɐ.ˈɫe.nɐ], «Магдалина») — муніципалітет і містечко в Португалії, в автономному регіоні Азорські острови. Розташований на острові Піку в Атлантичному океані, на теренах історичної португальської провінції Азори. Належить до Ангрської діоцезії Католицької церкви в Португалії. Права міського самоврядування має з 1723 року. Поділяється на 6 парафій.  Площа муніципалітету — 149,08 км², населення муніципалітету — 6049 ос. (2011); густота населення — 40,58 осіб/км²
. Патрон — Марія Магдалина. Святковий день муніципалітету — 22 липня. Поштовий індекс — 9950.  Код місцевої адміністративної одиниці — 2010. Складова статистичного регіону Азори.

## Назва
- Магдале́на (порт. Magdalena) — стара португальська назва. Походить від імені святої Марії Магдалини[1].
- Мадале́на (порт. Madalena) — сучасна португальська назва.

## Географія
Мадалена розташований на Азорських островах в Атлантичному океані, на заході острова Піку.

## Населення
| Кількість мешканців | Кількість мешканців | Кількість мешканців | Кількість мешканців | Кількість мешканців | Кількість мешканців | Кількість мешканців | Кількість мешканців | Кількість мешканців | Кількість мешканців | Кількість мешканців | Кількість мешканців | Кількість мешканців | Кількість мешканців | Кількість мешканців | Кількість мешканців |
| ------------------- | ------------------- | ------------------- | ------------------- | ------------------- | ------------------- | ------------------- | ------------------- | ------------------- | ------------------- | ------------------- | ------------------- | ------------------- | ------------------- | ------------------- | ------------------- |
| 1864                | 1878                | 1890                | 1900                | 1911                | 1920                | 1930                | 1940                | 1950                | 1960                | 1970                | 1981                | 1991                | 2001                | 2011                |                     |
| 9 528               | 9 108               | 8 670               | 8 499               | 7 696               | 7 256               | 7 296               | 7 855               | 8 360               | 8 359               | 6 860               | 5 977               | 5 964               | 6 136               | 6 049               |                     |